# Jacob Une Larsson
Jacob Hugo Une Larsson (Stockholm,  8 april 1994) is een Zweeds profvoetballer die als verdediger speelt. Une Larsson speelt sinds 2016 voor Djurgårdens IF. Une Larsson debuteerde in 2017 in het Zweeds voetbalelftal.

## Clubcarrière
Une Larsson begon met voetballen bij IF Brommapojkarna waar hij in 2013 op 18-jarige leeftijd zijn debuut maakte op het hoogste niveau. Dit deed hij in een competitiewedstrijd tegen Östers IF, de wedstrijd eindigde op een 2–2 gelijkspel.
Na 3 jaar voor Brommapojkarna gespeeld te hebben maakte Une Larsson op 1 januari 2016 transfervrij de overstap naar Djurgårdens IF. Met deze club pakte hij in 2018 de beker van Zweden en een jaar later pakte het team de Zweedse titel.
In 2022 werd Une Larsson voor één seizoen verhuurd aan het Griekse Panetolikos.

## Interlandcarrière
In 2017 nam Une Larsson met Jong Zweden deel aan het EK onder 21. Zweden werd in een poule met Jong Engeland (0–0), Jong Polen (2–2) en Jong Slowakije (3–0 verlies) derde en was uitgeschakeld. Une Larsson scoorde dat toernooi tegen Polen.
Op 12 januari 2017 maakte Une Larsson zijn debuut voor de Zweedse A-ploeg, dit deed hij in een match tegen Slowakije die met 6–0 gewonnen werd, Une Larsson gaf een assist.

## Erelijst
| Landskampioen van Zweden | 1x | 2019 |
| Beker van Zweden         | 1x | 2018 |

2 Johansson ·
3 Danielson ·
5 Käck ·
6 Schüller ·
7 Eriksson  ·
9 Radetinac ·
12 T. Bergvall ·
13 Finndell ·
15 Fallenius ·
16 Kaib ·
17 Moros Gracia ·
18 Vá ·
19 Bengtsson ·
20 Alemayehu Mulugeta ·
21 L. Bergvall ·
22 Qurbanly ·
23 Wikheim ·
26 Dahl ·
27 Une Larsson ·
29 Milleskog ·
30 Vaiho ·
35 Widell Zetterström ·
40 Picornell ·
Coach: Bergstrand & Lagerlöf